# Стэнтон, Хелен
Хелен Стэнтон (англ. Helene Stanton), имя при рождении Элинор Стэнсбери (англ. Eleanor Stansbury; 4 ноября 1925 года — 7 июня 2017 года) — американская актриса 1950-х годов.
За время своей кинокарьеры, охватившей период с 1953 по 1957 год, Стэнтон сыграла в таких фильмах, как «Признание одной девушки» (1953), «Большой ансамбль» (1955), «Фантом с глубины 10 000 лиг» (1955), «Лунные люди джунглей» (1955), «Новый Орлеан без цензуры» (1955), «Внезапная опасность» (1955) и «Четыре девушки в городе» (1957).

## Ранние годы жизни и начало карьеры
Хелен Стэнтон имя при рождении Элинор Стэнсбери, родилась 4 ноября 1925 года в Филадельфии. С детства она занималась балетом, а с 13 лет брала уроки вокального мастерства.
Стэнтон начала карьеру как певица в Cosmopilitan Opera Company в Филадельфии, где в 1943 году ей предложили спеть в сценической версии оперетты «Весёлая вдова». Позднее она играла в опереттах «Король-бродяга», «Песня пустыни» и «Летучая мышь», после чего уехала в Голливуд, где её уговорили перейти с классической на популярную музыку.

## Карьера в кинематографе и на эстраде
Стэнтон дебютировала в кино в начале 1953 года в криминальной мелодраме Гуго Гааса «Признание одной девушки» (1953), сыграв значимую роль подружки владельца ресторана, которая становится свидетельницей того, как на него нападает работающая у него официантка.
В 1953—1954 годах Стэнтон выступала как певица в Лас-Вегасе, в том числе, выступала с Фрэнком Синатрой и оркестром Бена Блю, а также гастролировала с композитором и исполнителем популярных песен Джимми Макхью .
В 1955 году её выступление в Лас-Вегасе увидел продюсер кинокомпании Allied Artists, предложив ей роль в классическом фильме нуар «Большой ансамбль» (1955) . В тоге Стэнтон сыграла в этой картине важную роль танцовщицы из ночного клуба и бывшей возлюбленной главного героя, полицейского детектива (Корнел Уайлд), которая предупреждает его о готовящемся на него покушении. В итоге она сама становится жертвой нападения гангстеров, когда они расстреливают её через дверь, предполагая, что стреляют в детектива. Месяц спустя вышел фильм нуар «Новый Орлеан без цензуры» (1955) в котором Стэнтон сыграла одну из главных ролей девушки, тайно работающей на главарей портовой мафии, которая проникается симпатией к прибывшему в город бывшему офицеру ВМС США и в последний момент помогает ему, что приводит к разгрому мафиозной структуры в порту. Как отметил историк кино Ричард Копер, «после этого фильма Стэнтон перекрасилась в блондинку».
Следующей работой Стэнтон стал приключенческий фильм «Лунные люди джунглей» (1955) из серии фильмов студии Columbia Pictures про Джима из джунглей с Джонни Вейсмюллером в главной роли, где она сыграла «злую верховную жрицу Ому». Как пишет историк кино Хэл Эриксон, в этой картине «Джонни выступает проводником женщины-египтолога Эллен Макей (Джин Байрон) в её экспедиции в страну пигмеев, где их хватают „лунные люди“, то есть пигмеи, которые поклоняются Луне. Правительницей этой земли является белокурая Ома (Хелен Стэнтон), которая якобы нашла секрет вечной жизни. В финале картины Ома неизбежно съёживается и превращается в пыль, а Джонни и Эллен совершают не менее неизбежный побег».
В фильме нуар «Внезапная опасность» (1955) Стэнтон сыграла роль манекенщицы и любовницы одного из руководителей фирмы по производству готовой одежды, который ради неё стал воровать деньги собственной фирмы, а затем убил своего делового партнёра, которая догадалась о его преступлении.
Фантастический шпионский триллер «Фантом с глубины 10 000 лиг» (1955) рассказывал об отрытом американским учёными секретном радиоактивном луче, за которым охотится иностранная разведка во главе с героиней Стэнтон, которая, по словам историка кино Брюса Эдера, «разгуливает в довольно откровенном (по тем временам) купальнике, ожидая на пляже сверхсекретной информации».
В середине 1950-х годов Стэнтон несколько раз появилась на телевидении, в частности, в «Шоу Реда Скелтона» (1954), а также в сериалах «Театр четырёх звёзд» (1955) и «Дорожный патруль» (1956).
В 1957 году, сыграв «небольшую роль темпераментной кинозвезды, которая отказывается играть в будущем фильме», в мелодраме студии Universal Pictures «Четыре девушки в городе» (1957), Стэнтон вышла замуж, после чего «прекратила актёрскую карьеру». Как отметил Эриксон, Стэнтон обеспечила этому невыдающемуся фильму «юмористическую составляющую фильма, спародировав Мерилин Монро, которая работала на конкурирующей студии 20th Century Fox».

## Личная жизнь
В 1949 году вышла замуж за бывшую звезду немого кино Кеннета Харлана. Ей было 24 года, а ему 54, и до того он был женат 7 раз. В декабре 1953 года они развелись. По словам Стэнтон, «это был по-настоящему дружественный развод. Очень жаль, что мы не смогли жить вместе. Он действительно очень мил. Я даже думаю пойти с ним на ланч». Причиной развода было то, что Харлан «якобы ложно обвинил её в неправильном поведении».
В мае 1957 года Стэнтон вышла замуж за врача Мортона Д. Пински из Чикаго, поселившись в Альгамбре, Калифорния. В 1958 году у пары родился сын Дэвид Дрю, который впоследствии стал известным телеведущим под именем Dr.Drew. В 1961 году вместе с семьёй Стэнтон переехала в Пасадину, где в 1964 году родилась дочь Дана Кэрол, ставшая помощником адвоката. В октябре 2009 года в Пасадине умер муж Мортон Пински.

## Смерть
Хелен Стэнтон умерла 7 июня 2017 года в Пасадине, Калифорния, в больнице в возрасте 91 года.

## Фильмография
| Год  |   | Русское название            | Оригинальное название           | Роль                                        |
| ---- | - | --------------------------- | ------------------------------- | ------------------------------------------- |
| 1953 | ф | Признание одной девушки     | One Girl's Confession           | Смуч (в титрах указана как Эллен Стэнсбери) |
| 1954 | с | Шоу Реда Скелтона           | The Red Skelton Show            | добрая фея                                  |
| 1955 | ф | Большой ансамбль            | The Big Combo                   | Рита                                        |
| 1955 | ф | Новый Орлеан без цензуры    | New Orleans Uncensored          | Алма Мэй                                    |
| 1955 | ф | Лунные люди джунглей        | Jungle Moon Men                 | Ома                                         |
| 1955 | ф | Внезапная опасность         | Sudden Danger                   | Вера                                        |
| 1955 | ф | Фантом с глубины 10 000 лиг | The Phantom from 10,000 Leagues | Ванда                                       |
| 1955 | с | Театр четырёх звёзд         | Four Star Playhouse             | Майбелла                                    |
| 1956 | с | Дорожный патруль            | Highway Patrol                  | Мардж                                       |
| 1957 | ф | Четыре девушки в городе     | Four Girls in Town              | Рита Холлоуэй                               |